# Рей Рийд
Рей Рийд (на немски: Ray Reed) е пилот от Формула 1. Роден в Гверу, Родезия.

## Формула 1
Рей Рийд прави своя дебют във Формула 1 в Голямата награда на ЮАР през 1965 г. В световния шампионат записва 1 състезание, като не успява да спечели точки. Загива преди самото състезание, в самолетна катастрофа. Състезава се за отбора на RE.